# Moskovits Sámuel vasöntödéje és gépgyára
Moskovits Sámuel vasöntödéje és gépgyára (néhol Sámuel nélkül) 1887 és 1902 között működött Miskolcon.

## Története
A gyár története 1887-ig nyúlik vissza: ekkor nyújtott be a városi tanácshoz vasöntöde és gépgyár létesítésére vonatkozó kérelmet Kupfer Mór miskolci vaskereskedő és Moskovits Sámuelné kassai lakos. Telephelynek a gázgyár és a gőzmalom közötti, ún. Soltész-féle kültelket jelölték meg, az akkori Vay út 2. szám alatt. A kérvényben még az „Első miskolczi vasöntőde és gépgyár Kupfer és Moskovits” cégnév szerepelt. A telepítési tervek fennmaradtak, eszerint a gyár 4 kh (23 018 négyzetméter) területet foglalt el. Az öntöde a telek közepén foglalt helyet, gépház, lakatosműhely és raktár volt benne, valamint természetesen a mintázó- és öntőműhely. A telek nyugati oldalán rakodótér volt, keleti részén, az országútra néző két családi ház is épült.
A miskolci Kereskedelmi és Iparkamara 1890-es összefoglalója szerint a kamara területén – a MÁV műhelyén túl – három gépgyár működött: a Leszih-féle gépgyár, a Hercz-féle gépgyár és vasöntöde (gőzgéppel), valamint Moskovits vasöntödéje és gépgyára (gőzgéppel). 1892-ben a tulajdonos korszerűsítette műhelyét, új gépeket állított munkába (hengerrovátkolót és hengercsiszolót, lemezhajlítót). A gyár többek között szecska- és répavágó gépeket, gőzgépeket és kazánokat készített, emellett mezőgazdasági gépek javításával, alkatrészcserével és kereskedelemmel is foglalkozott. Fő profilja azonban a vasöntészet volt, öntödéje helyi és vidéki igényeket is kielégített. 1887 és 1894 között a cégbíróság – kérésükre – átsorolta a vállalatot az egyéni cégek kategóriájából a társas cégek közé, és ebben a formában működött 1902-es megszűnéséig.